# 稲村好将
稲村 好将（いなむら よしのぶ、1975年7月24日 - ）は、日本の競輪選手。日本競輪選手会群馬支部所属。日本競輪学校（当時。以下、競輪学校）第81期生。
稲村雅士（16期）は実父であり師匠。稲村成浩（69期）は実兄。

## 来歴
群馬県立前橋工業高等学校時代の1992年、全国高等学校総合体育大会自転車競技大会（インターハイ、宮崎県自転車競技場）のイタリアンチームレースで、手島慶介らとともに優勝に貢献。その後は競輪学校に入校し、同校の在校競走成績は9位（10勝）。主な同期生には加藤慎平、合志正臣、長塚智広らがいる。
1998年8月6日、ホームバンクである前橋競輪場でデビューし、初勝利を挙げた。
グレードレースでの優勝歴はGIIIで1回のみだが安定してS級で活躍を続けており、2023年上期よりS級1班に昇格する。